# Zemplén TV
A Zemplén Televízió egy magyar regionális közszolgálati televíziócsatorna. Sátoraljaújhelyen, a 600 m-es Magas-hegyen elhelyezett 1 kW-os műsorszóró adóval sugároz, az UHF 47-es frekvencián digitális, HD minőségben.

## Története
A Zemplén Televízió 1986–tól sugároz műsort. 1992-ig kábelen, majd a Magyar Televízió, valamint a Közlekedési, Hírközlési és Vízügyi Minisztérium közös engedélyével – (252-866/92) – a körzeti (regionális) stúdiók műsoridejében a Zemplén Televízió a Magas-hegyen lévő átjátszó-adón keresztül az éterben kezdte el sugározni adását a Magyar Televízió frekvenciáján.
Ezzel lehetővé válik, hogy a közeli, légvonalban alig néhány kilométerre lévő Sárospatak, a közvetlenül szomszédos települések, valamint a Szlovák Köztársaság és Kárpátalja magyarok lakta területein élők is nézhessék műsorait.
Az átjátszó adóval a Zemplén Televízió nézettsége ugrásszerűen megnőtt, s bekapcsolódhattak a nézői körbe a határon túli területek lakossága is.
Ennek megfelelően változott a műsorpolitika: a helyi közélet történésein túl, amely immár kiterjedt Sárospatakra is, egyre szélesebb körben foglalkozik a média a határon túl élő magyarság mindennapjaival, s ezzel párhuzamosan az itt egy tömbben élő szlovák, német, ruszin kisebbség életével, különös tekintettel saját anyanyelvük használatára. Emellett megjelenik a cigány etnikai műsor is.
1994. július 1. Újabb mérföldkő a Zemplén Televízió életében. 1993-ban beadott pályázata alapján vasárnap kivételével a hét hat napjára a televízió megkapja az UHF-50-es frekvencia használati jogát. (Engedélyszám: 60. 030-263/1994. Stúdióengedély: 136.380/1993.)
Az engedélyezett technikai paraméterek szerint saját adó épül a város fölé emelkedő 517 méteres Magas-hegyen, mikro-összeköttetéssel.
Ebben az időszakban teljesedhet ki – a jelentősen megnövekedett műsoridő következtében – a határon túli, nemzetiségi, kisebbségi műsorok arculata, a televízió közszolgálati műsorszerkezete.
1997. január 1-én önálló közhasznú társasággá alakítják át a költségvetési intézményt.
1999. újabb jelentős dátum a televízió történetében: az Országos Rádió és Televízió Testület pályázata alapján a Zemplén Televízió Kht. 10 évre elnyeri az UHF-50-es frekvencia használati jogát, napi 24 órában, folyamatos sugárzással.
A televízió ekkor már három önkormányzat – Sátoraljaújhely, Sárospatak és Kisvárda –, valamint a Zemplén Televíziózásért Közcélú Egyesület tulajdona.
2000. november 16. újabb jelentős dátum a cég életében: az Országos Rádió és Televízió Testület e médiát pályázata alapján közműsor szolgáltatóvá nyilvánítja.
2004-ben vételkörzet bővítésre pályázott és nyert a Zemplén Televízió az Országos Rádió és Televízió Testületnél, s 2005-ben ennek alapján kicserélték műsorszóró adójukat. Így a Televízió napi 24 órás adásai Sátoraljaújhelyből, a 600 m-es Magas-hegyen elhelyezett 1 kW-os műsorszóró adóval sugároz: a Hegyköz, Bodrogköz, Hegyalja és Kelet-Szlovákia és Kárpátalja magyarlakta településeire mintegy ötven kilométer távolságban jó minőségben.
2013. november 2-án lekapcsolták analóg földi sugárzását és digitális minőségben kezdett sugározni az UHF 55-ös csatornán, majd a 700 MHz feletti sávok lekapcsolása során a Zemplén TV HD az UHF47-es csatornát kapta meg. 

## Vételkörzete
- Északkelet-Magyarország: Hegyalja, Hegyköz, Bodrogköz települései, Szerencs, Sárospatak, Sátoraljaújhely, Cigánd, Tokaj, Pálháza városok
- Észak-Szabolcs települései, Záhony, Kisvárda, Nagykálló városok
- Kárpátalja határ menti települései: Munkács, Beregszász városok
- Délkelet-Szlovákia települései: Királyhelmec, Nagykapos, Tőketerebes városok.

## Műsorai
- Hír7
- Mecénás
- Fogadóóra
- A héten történt
- Sportról Sportra
- Szolgálatban
- Zempléni Életképek
- Dumáljuk meg!
- Kipufogó
- Ötszemközt
- Nemzetiségi műsorok
- Egyházi közvetítések
- Egy Zemplén - két ország, két nyelv

## Külső hivatkozások
- Hivatalos honlap